# موبایل سوت گاندام

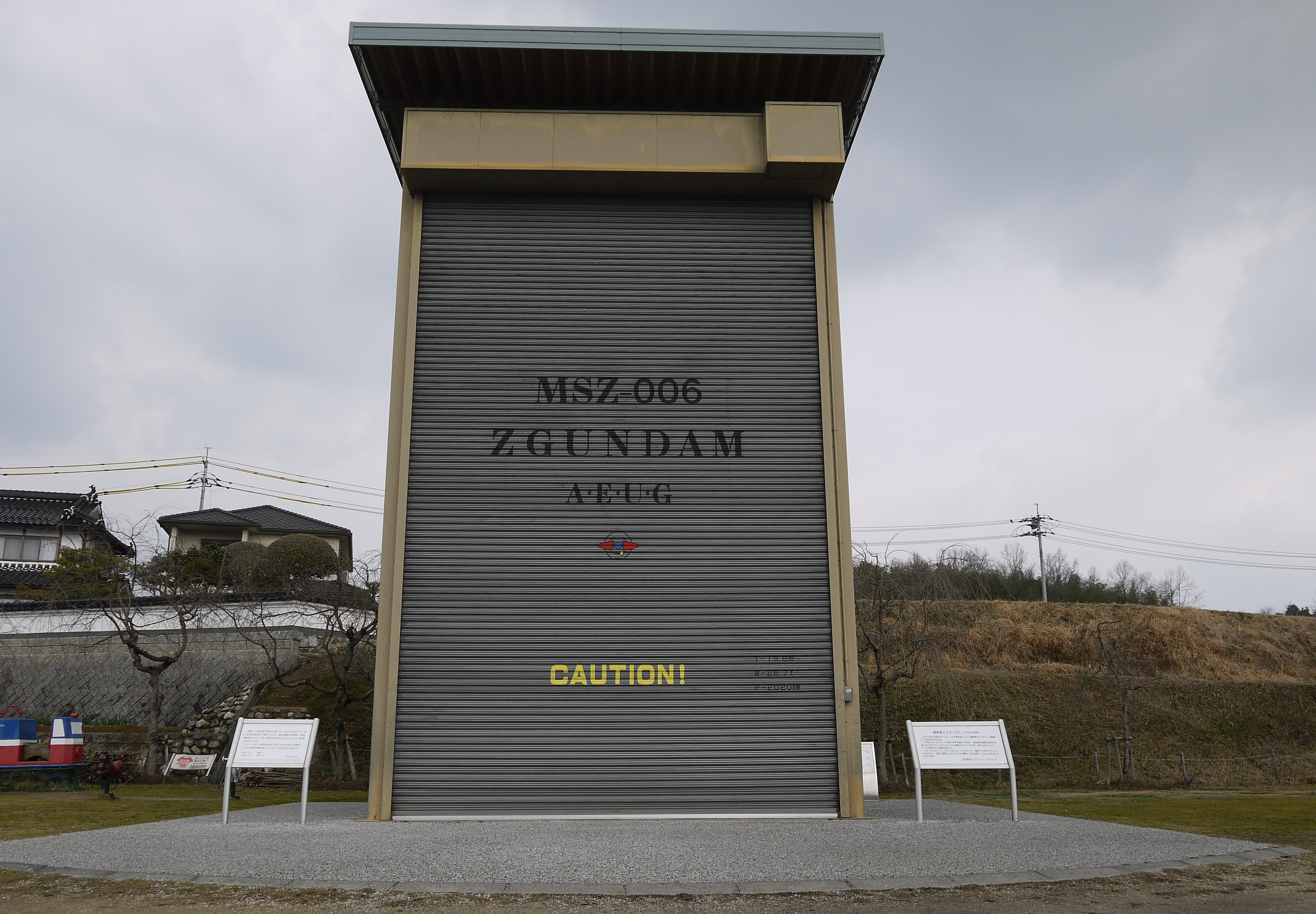
موبایل سوت گاندام

موبایل سوت گاندام (به انگلیسی: Mobile Suit Gundam) با عنوان ژاپنی کیدو سِنشی گاندامو (به ژاپنی: 機動戦士ガンダム Hepburn: Kidō Senshi Gandamu) یک مجموعه تلویزیونی انیمه از محصولات استودیوی سانرایز که توسط یوشیوکی تومینو ساخته و کارگردانی شده است. این مجموعه به تعداد ۴۳ قسمت برای اولین بار از ۷ آوریل ۱۹۷۹ تا ۲۶ ژانویه ۱۹۸۰ در شبکهٔ ناگویا برادکستینگ کشور ژاپن پخش شد. این اولین اثر از مجموعه فرنچایز رسانه‌ای گاندام محسوب می‌شد که بر اساس آن دنباله‌های متعدد و مشتقات زیادی اقتباس شده است.
داستان در دنیایی اتفاق می‌افتد که شرکت‌های متعددی در فضا پیشرفت کرده‌اند و یک منطقه اقتصادی بزرگ را تشکیل می‌دهند، داستان مربوط به لباس‌های موبایل معروف به "GUND-ARMS" (به اختصار "Gundams") است، سلاح‌هایی که از فناوری غیر استاندارد و دارای خطر جانی برای انسان ها ساخته شده اند که به آنها (گاند) "GUND" گفته می‌شود. که ناتوانی های جسمی ناشی از زندگی در فضا را جبران می کند.